# Бёрнс, Джимми
Джимми Бёрнс (англ. Jimmy Burns), полное имя Джеймс Олин Бёрнс (англ. James Olin Burns; 27 февраля 1943, Даблин, Миссисипи, США) — американский блюзовый гитарист, певец, автор песен. Номинант Blues Music Awards в номинациях  «Песня года» (1998), «Блюзовый альбом — возвращение» (1998), «Альбом традиционного блюза» (2004), «Исполнитель традиционного блюза» (2016). Двоюродный брат блюзового гитариста Эдди Тейлора, брат блюзового гитариста Эдди Бёрнса.

## Биография
Джимми Бернс родился в 1943 году в Даблине, штат Миссисипи, младшим из одиннадцати детей. Отец Бёрнса был издольщиком, который пел в медицинских шоу (сам Бёрнс это опровергает, говоря о том, что отец немного играл на гитаре, пианино и губной гармонике, но не выступал). Бёрнс вырос на хлопковой плантации Хиллиард, с детства пел в церковном хоре, и выучился играть на диддли-боу, а в возрасте 9-10 лет начал осваивать гитару, под влиянием блюза, который он слышал на улицах и по радио. Наибольшее влияние на него оказал Лайтнин Хопкинс. Когда Джимми было 12 лет, его семья переехала в Чикаго. Когда ему было 16 лет, он присоединился к вокальной ду-воп-группе The Medallionaires, которые записали несколько синглов. В течение 1960-х записал несколько сольных синглов, и гастролировал по Среднему Западу со своими группами Fantastic Epics и Jimmy Burns and the Gas Company, исполняя в большей степени популярную соул-музыку. Сингл Бёрнса 1972 года «I Really Love You»/«I Love You Girl» был назван в числе 500 лучших синглов северного соула в 2000 году. В начале 1970-х Бёрнс оставил музыкальную карьеру, занимаясь семьёй, зарабатывал, продавая барбекю. 
В конце 1970-х вошёл в состав небольшой блюзовой группы, которую возглавлял барабанщик Ларри Тейлор, сын гитариста Эдди Тейлора. В течение 1980-х изредка выступал в клубах; в начале 1990-х вернулся к музыкальной карьере, получив место домашнего исполнителя в чикагском клубе Smokedaddy, и играл, смешивая в выступлениях ду-воп, фанковый соул и поп вместе с грязным чикагским шаффлом. Вооружённый разнообразным репертуаром и обладающий дружелюбным поведением на сцене, подкрепленным солидным профессионализмом, который он оттачивал годами, Джимми Бёрнс вскоре оказался одним из самых востребованных «новых» блюзменов Чикаго. Боб Кестер, босс Delmark Records, однажды услышав выступление Бёрнса, прямо там же предложил ему контракт и в 1996 году вышел альбом Leaving Here Walking, который  был удостоен звания «Лучшая блюзовая запись года» Национальной ассоциацией независимых дистрибьюторов записей, а также получил номинацию Blues Music Awards как альбом-возвращение. Одноимённая песня с этого альбома была номинирована на звание лучшей песни года. После этого альбома Джимми Бёрнс регулярно записывался и гастролировал по всему миру, вкяючая Россию, сформировав группу Jimmy Burns Band.    
Живёт в Чикаго, гастролирует по сей день, так в 2024 году состоялись его гастроли в Германии

## Дискография
- Leaving Here Walking (1996) – Delmark Records/P-Vine Records
- Night Time Again (1999) – Delmark Records
- Back to the Delta (2003) – Delmark Records
- Live at B.L.U.E.S. (2007) – Delmark Records
- Stuck In The Middle (2011) – Velrone Records
- It Ain't Right (2015) – Delmark Records
- Good Gone Bad (2019) –  Third Street Cigar Records
- The Chicago Sessions (2020) –  Krudtmejer Productions